# (20277) 1998 FL44
A (20277) 1998 FL44 a Naprendszer kisbolygóövében található aszteroida. A LINEAR projekt keretében fedezték fel 1998. március 20-án.